# Monopolistisk konkurrence
Et marked siges at have konkurrenceformen monopolistisk konkurrence, hvis det er heterogent og har mange udbydere. Udbyderens produkt er differentieret, det ligner de øvrige på markedet, men er ikke identisk. Det kan f.eks. differentiere sig med hensyn til design eller holdbarhed. Udbyderen har en lille prisindflydelse, men indgangsbarrieren er lille.
Monopolistisk konkurrence kan betragtes som en mellemform mellem det rene monopol-tilfælde og en situation med fuldkommen konkurrence. Hver virksomhed er den eneste, der udbyder det pågældende produkt og har dermed monopol på det, men der findes mange lignende produkter, og derfor er virksomheden alligevel i tæt konkurrence med andre producenter. Hver virksomhed har markedsmagt, og den kan tillade sig at sætte en pris for sine varer, der afviger fra konkurrenternes; den er altså ikke pristager, og der opstår en forvridning på markedet som følge heraf. Alligevel kan virksomhederne, modsat i det rene monopoltilfælde, ikke tjene positiv profit på lang sigt. Eftersom nye virksomheder altid har mulighed for at begynde at fremstille og sælge tætbeslægtede produkter, vil de gøre det, hvis indtjeningen virker attraktiv, og dermed konkurrere enhver overnormal profit væk i det lange løb.
Umiddelbart minder de to konkurrenceformer monopolistisk konkurrence og differentieret oligopol meget om hinanden. Forskellen på disse to er antallet af udbydere. I praksis bruges differentieret oligopol hvis der er færre end 10 udbydere, og monopolistisk konkurrence hvis der er 10 eller flere.